# Herba de la gota
L'herba de la gota, resplendor de la nit o rosella d'or (Drosera rotundifolia) és una planta herbàcia, perenne, de la família de les Droseràcies, del grup de les espècies nòrdiques de dròsera. La Drosera rotundifolia viu a Europa, Amèrica del Nord i Àsia. A la península Ibèrica es pot veure en zones de muntanya com la Serra de Guadarrama, Serra de Gredos, pics d'Europa o Pirineus.
La Drosera rotundifolia també es pot anomenar Rorella rotundifolia, Rossolis rotundifolia i Rossolis septentrionalis. Popularment a Catalunya també se la coneix com l'atrapamosques, l'herba de la gota, el resplendor de la nit o la rosella d'or.

## Etimologia
Drosera: del grec droseros, "humits", que es refereixen als pèls abocats de les glàndules que hi ha a les fulles, aquests donen un efecte d'humitat (ref. gènere Drosera). I rotundifolia: amb fulles arrodonides (rotundus:voltant; Folium: Fulla).

## Història
En els llibres de l'Antiguitat Clàssica, la Drosera rotundifolia no apareix, ja que no és una planta mediterrània.
Segons Fournier ("Plantes medicinals" II pàg. 90), durant el segle xv el "ros solís" o la rosada al sol, es considerava com a planta refrescant, ja que el sol, amb tot el seu poder estival, era incapaç d'assecar la rosada de les seves fulles. Segons Brissemoret, quan aquesta planta fresca era picada en un morter i s'aplicava sobre la pell, tenia un efecte refrescant degut a la naftoquinona.
Les diferents varietats de droseres tenen com a característica principal l'activitat insectívora, amb la qual molts escriptors han fet esment en les seves obres: com plantes d'enorme mida, cosa que no és a la realitat

## Distribució i ecologia

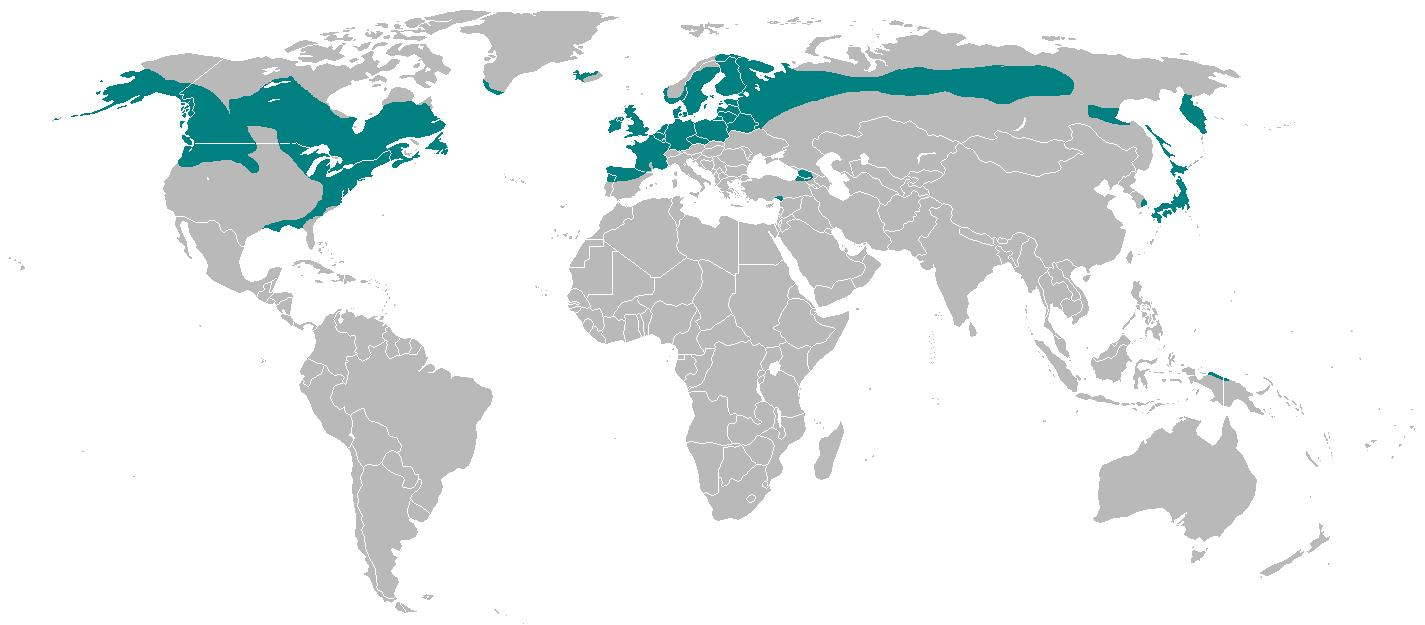
Distribució mundial de Drosera rotundifolia

### Distribució mundial
Majoritàriament la trobem a Amèrica del Nord, Canadà (exceptuant les praderies canadenques), el sud d'Alaska, el Pacífic Nord-oest i el sud de Louisiana.
Es troba en gran part d'Europa, incloses les Illes Britàniques. No obstant això, és poc freqüent a Àustria i Hongria. A Espanya cal matisar que només es troba en zones del nord i rarament en altres zones.
També es troben a l'illa de Nova Guinea, Sibèria, Japó i certes parts de Turquia, ja que se sol trobar en pantans prop de les muntanyes.

### Distribució al Principat
Podem trobar Dròsera rotundifolia als Pirineus donades les condicions climatològiques: humitat, característiques del sòl... que permeten el creixement d'aquesta planta carnívora. Només creix a les torberes dels Pirineus (Vall d'Aran i Ribera d'Aiguamoix, per exemple) però és notable el seu decreixement, ja que és molt difícil de trobar-ne a Catalunya.

### Hàbitat
Generalment viuen sobre molses del gènere Sphagnum, en zones torboses, amb sòl silícic. Pel que fa als seus requeriments ecològics, creix a plena llum malgrat que suporta l'ombra, on la temperatura sol ser moderada. És una indicadora de forta acidesa, ja que creix en sòls molt àcids, de pH 3 – 4.5 i molt pobres en nitrogen. Finalment, cal destacar que creixen en sòls empantanats i maresmes.

## Morfologia

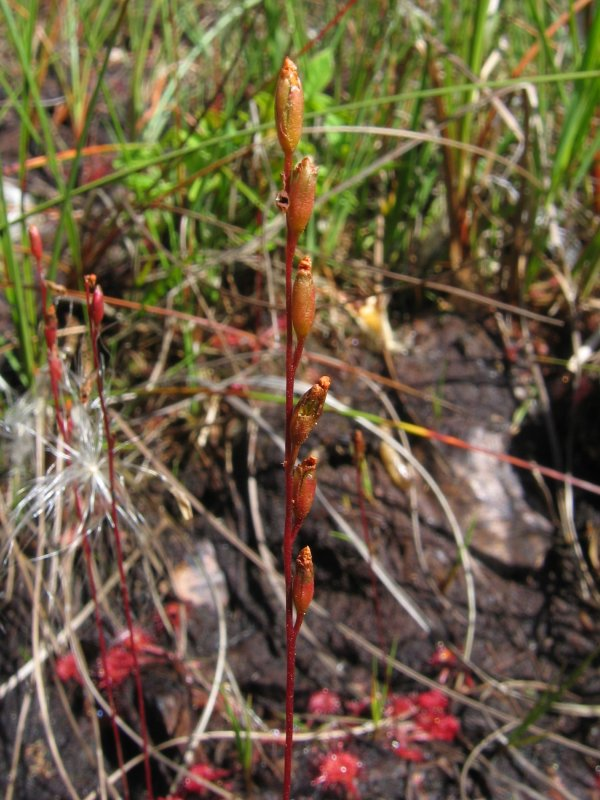
Fruit de la Drosera rotundifolia

És una planta herbàcia insectívora, perenne, amb una mida molt petita (d'uns 10-20 cm com a màxim). No tenen verdaderes arrels, ja que el rizoma desapareix a la fase de germinació. La tija floral sol ser verda o tenyida de vermell i la seva estructura és gràcil i alçada.
Les fulles són molt particulars, espatulades, peciolades i amb un pecíol grabe. Tenen forma de limbe aquestes estan disposades en forma de roseta, és a dir, disposades radialment a la base de la tija o a l'extremitat de les branques. Estan totes en posició basal, aplicades al substrat. Aquestes estan recobertes de pèls glandulars vermells, que poden recorbar-se cap al centre de la fulla per així poder atrapar insectes que la planta digereix immediatament. Aquests pèls són més grans al marge de les fulles. En l'àpex, tenen una gota d'una substància enganxosa que serveix per atrapar els insectes i també hi tenen les glàndules que secreten els enzims proteolítics responsables de la digestió.
La inflorescència és un raïm pauciflor. De la roseta surt un únic peduncle floral, des d'on surt la flor. Les flors són blanques (del juliol a l'agost) i petites, en espiral, poc vestides, i amb flors del mateix costat. Es disposen en els extrems de les tiges formant raïms unilaterals. El calze i la corol·la estan constituïts per un nombre variable de peces, encara que normalment són 5. Per això, es pot dir que cada flor consta de cinc sèpals, i el mateix nombre de pètals i estams. Els pètals són una mica més llargs que els sèpals. Els sèpals estan units a la zona basal i són verdosos, mentre que els pètals són lliures, blancs i mesuren entre 3,5 i 4,5 mil·límetres. Les flors s'obren durant un espai de temps molt reduït, i a vegades són clistògames, és a dir, que es pol·linitzen tancades.
L'androceu està compost per 5 estams. El gineceu està compost per un ovari súper, amb tres carpels i un primordi seminal, i amb 2-5 estils lliures bífids. El fruit és un fruit en càpsula, petit i llis.

## Preses
La planta aconsegueix els nutrients que necessita a partir dels insectes que s'hi queden enganxats. Quan una presa es queda enganxada a una fulla, el limbe es doblega i l'envolta parcialment, segregant per unes petites glàndules diversos enzims digestius. Aquests corroeixen les parts toves de la presa, alliberant així els nutrients que la planta absorbeix per la mateixa fulla. Finalment, la fulla s'obre i deixa només la part queratinosa de la presa.

## Cultiu
Les condicions pel cultiu són:
- Rec per estancament
- Llum solar directa però filtrada per cristalls
- Humitat alta
- Temperatures que oscil·lin els 20-25 °C

L'adaptació fisiològica d'aquestes plantes a ambients àrids és tan gran, que resulta molt difícil cultivar-les. Si es reguen amb aigua corrent (que en general conté alt contingut de sals), fa que la planta no sobrevisqui i mori als pocs dies. Per això només s'han de regar amb aigua de pluja o aigua destil·lada.

## Floració i recol·lecció

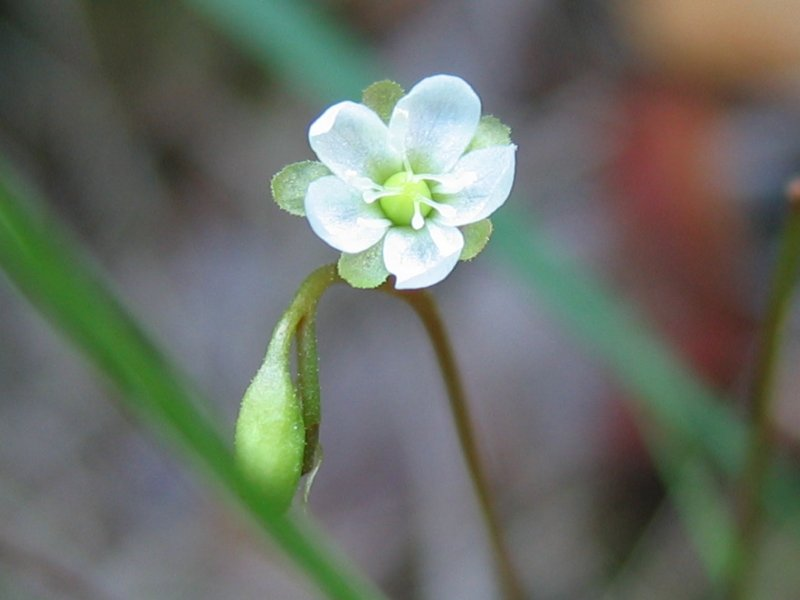
Flor de la Drosera rotundifolia

La Drosera rotundifolia floreix durant els mesos d'estiu (juny, juliol, agost) i la seva recol·lecció s'efectua en el mes de juny, recollint la planta sencera. Cal esmentar que s'ha de realitzar una dessecació ràpida i que, quan la floració està avançada és prudent dessecar la planta al forn per tal de conservar millor les seves propietats terapèutiques

## Farmacologia

### Droga
Tota la planta és utilitzada.

### Composició química
La seva composició és:
- Naftoquinona[3] (0, 25%) :plumbagina, plumbagina ramentaceona (hidroplumbagina), 7-metil-junglota droserona.
- Flavonoides: kempferol, quercetina, miricetina, hipeòsid.
- Altres: tanins, antocians, glúcids (apareixen com a polisacàrids heterogenis com mucílags), àcids orgànics: màlic, cítric, gàl·lic, fòrmic i propiònic. També presenta àcid ascòrbic, carotenoides i sals minerals (5-10%).

### Usos medicinals
Les indicacions terapèutiques aprovades per la Comissió E del Ministeri de Salut Alemany són: 
- Tos improductiva (induïda per excitació del nervi laringi)
- Bronquitis.
- Espasmes digestius.

No obstant això, tradicionalment s'ha utilitzat com a tractament per:
- L'asma.
- Les berrugues.
- Antimicrobià.
- Cosmètics.
- Anticancerós.

La classificació terapèutica de la Drosera rotundifolia és PR02, és a dir, classificada com a Planta medicinal antitussiva, que s'empra en afeccions respiratòries.

### Accions farmacològiques
El seu ús com a:
- Antimicrobiològic: les naftoquinones han demostrat posseir propietats antimicrobilògiques, en especial sobre gèrmens Gram positius, Gram negatius, virus de la Influenza, protozoaris i fongs oportunistes. In vitro, una solució de plumbagina en concentració 1:50.5000 va manifestar activitat inhibidora contra Streptococcus i Neumococo.(Vichkanova S. et al., 1972).
- Antiespasmòdic i antitusiu (l'excés de tos induït per excitació del nervi laringi): ja que fa un efecte broncodilatador sobre el múscul llis bronquial. Aquests efectes bronquiespasmòdics han de ser induïts per acetilcolina o histamina. La drosera ha estat introduïda com a remei per a les malalties respiratòries, en especial en casos de constricció bronquial, tos i bronquitis. En estudis sobre animals, els extractes d'aquesta planta han demostrat prevenir-los. Aquesta activitat antiespasmòdica de la naftoquinona també s'ha observat en la inducció de clorhidrat de bari.[4] En estudis in vitro sobre l'ili de porc de Guinea, s'ha pogut comprovar com l'abstracte de drosera a dosis de 0.5-1.0 mg/ml inhibeix els receptors muscarínics M3 i els histamínics H1.
- Antiescleròtic: si s'administra durant llargs períodes.
- Rubefacient (vermellor de la pell): Si s'aplica la planta fresca sobre la pell sana.
- Evita la formació d'escares (lesió de la pell caracteritzada per una necrosi de l'epidermis, del derma i de l'hipoderma) i llagues en persones que es veuen obligades a estar postrades durant llargs períodes) pel seu contingut en àcid tànic.
- Antiinflamatori: en assaigs in vitro sobre neutròfils humans, s'ha vist que l'extracte etanòlic de drosera inhibeix l'elastasa dels neutròfils a concentracions de 9.4 mg/ml.[5]
- Acció digestiva: semblant a la pepsina, en extractes aquosos.
- Efecte citotòxic o inmonosupressor: sobre cultius de granulòcits i limfòcits humans. En candí en poques proporcions presenten efectes immunoestimulants.

### Ús etnomedicinal
L'ús popular és de: expectorant, antiasmàtic, bèquiques i antibronquítiques. També s'ha empleat com a diürètic, antiespasmòdic, afrodisíac i en casos de tuberculosis pulmonar.
En tots els casos s'utilitza la infusió a l'1,5-2% bullint durant 10 minuts. Es prenen 3-4 tasses diàries. En aplicacions cutànies s'utilitza contra les berrugues.

### Administració
- Extracte fluid (1g = 37 gotes): s'administren 25 gotes, 2-3 vegades al dia en una mica d'aigua.
- Pols (4-1): es pren en forma de càpsula de 250 mg, administrant dues càpsules diàries.
- Infusió: quinze grams de la planta sencera s'afegeixen a un litre d'aigua prèviament bullida i que encara conservi la calor. Es deixa en contacte durant deu minuts. Es poden prendre tres o quatre tasses al dia.
- Xarop: pot contenir un 20% de dròsera en la seva composició. La seva posologia és de 4-6 culleradetes de postres al dia (cada culleradeta equival a 0,10g).
- Tintura (1:10): 5-20 gotes es dissolen en mig got d'aigua. Es pot prendre 3-5 cops al dia.

### Ús homeopàtic
Homeopàticament se sol emprar, ja que es considera que té un caràcter diürètic i hipoglucemiant.

### Toxicitat
No té toxicitat encara que dosis terapèutiques de plumbagina (component químic de la naftoquinona), poden provocar aïlladament irritacions a la pell. La seva nul·la toxicitat ha propiciat que la planta s'utilitzi en nens i persones amb pells molt dèbils. No s'han descrit reaccions adverses a les dosis terapèutiques recomanades ni s'ha demostrat cap relació tòxica causa-efecte amb la dròsera. Però aquesta espècie presenta uns efectes secundaris i unes contraindicacions que cal tenir en compte.
La seva sobredosi origina nàusees, inflamació de la mucosa de la boca, irritació gàstrica i intestinal. Com a contraindicacions cal esmentar l'úlcera gastrointestinal i la colitis ulcerosa. No s'ha de fer ús de la dròsera durant l'embaràs o la lactància a causa de l'absència de dades que n'avalin seguretat.
Tampoc s'han descrit interaccions medicamentoses.

### Dibuixos esquematitzats de la planta i detalls de les fulles

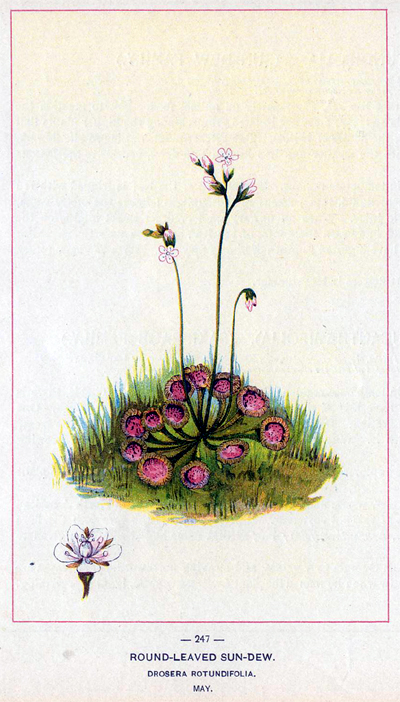
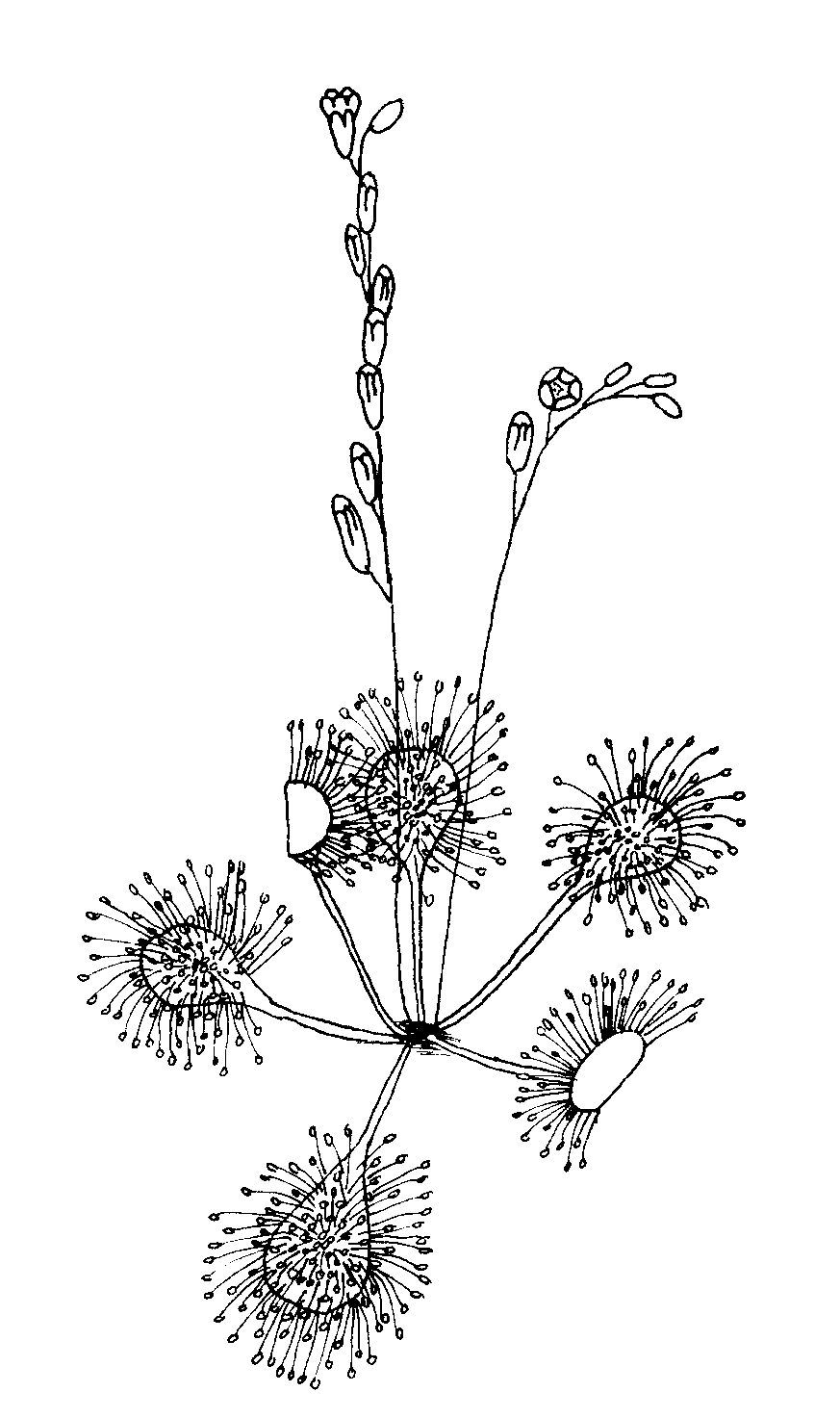
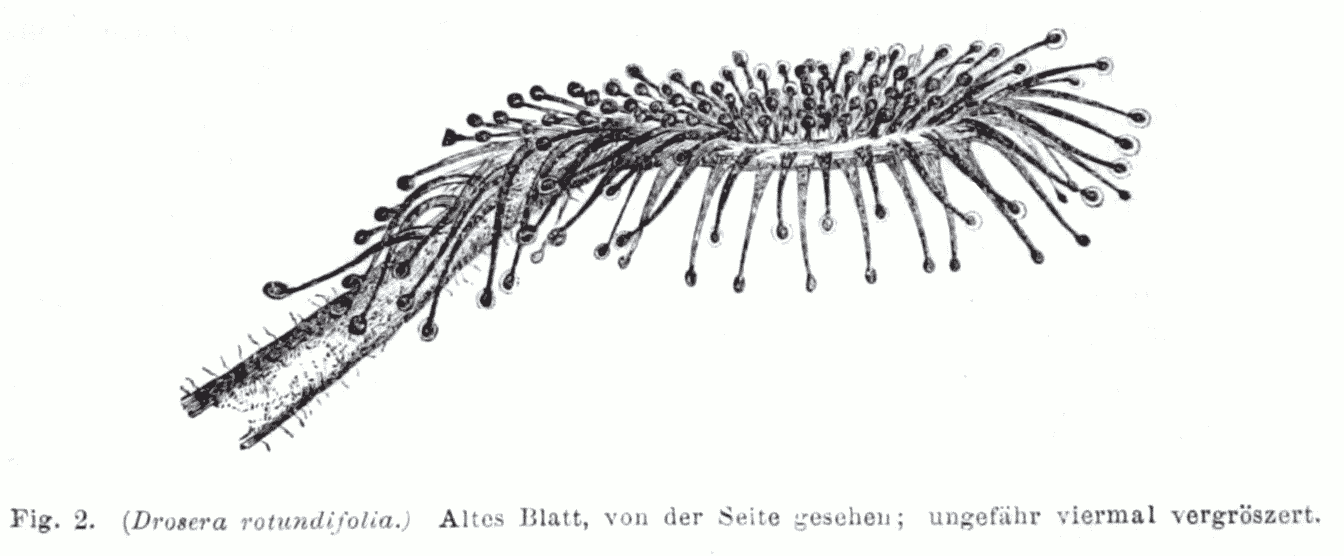
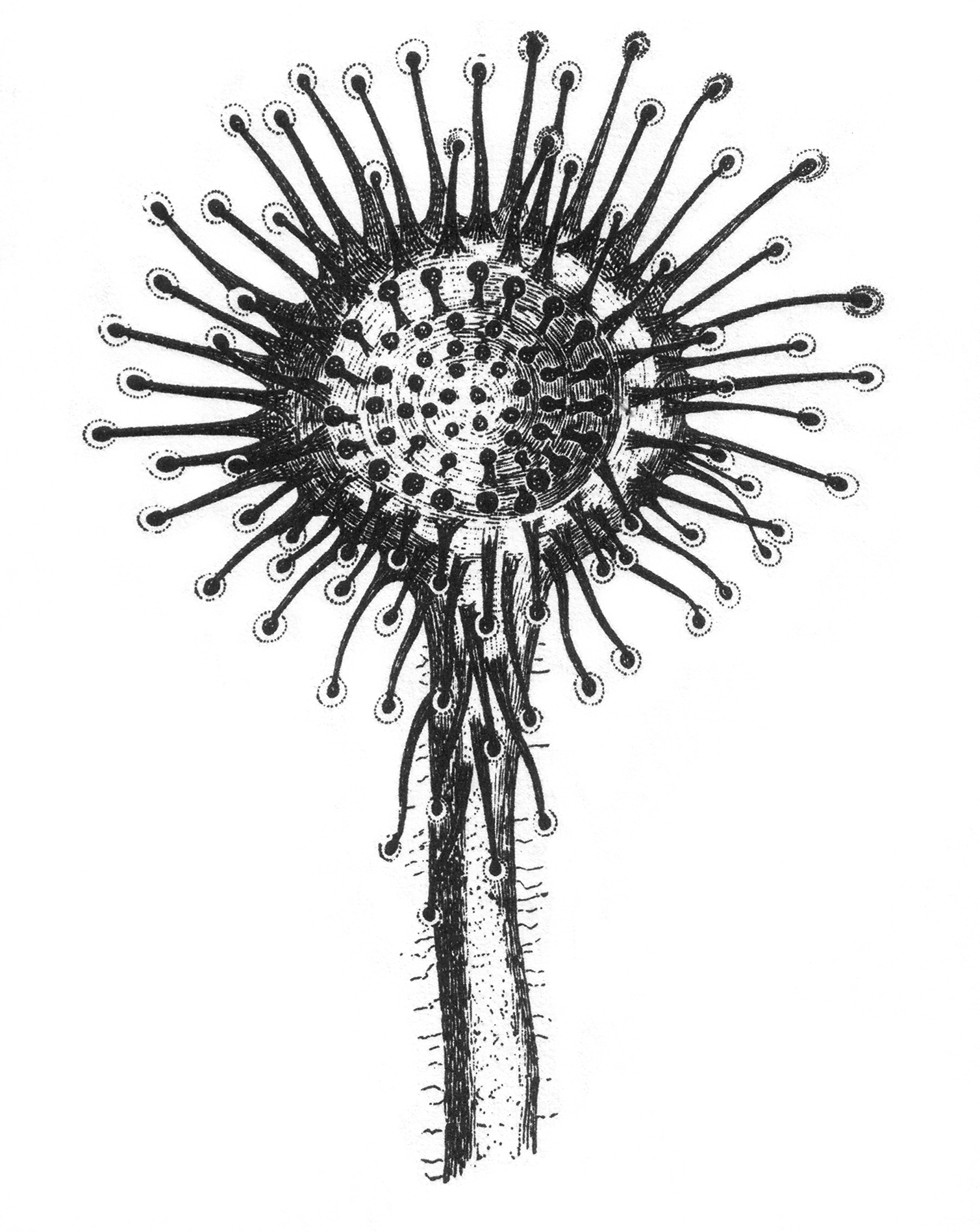

### Detall de les fulles

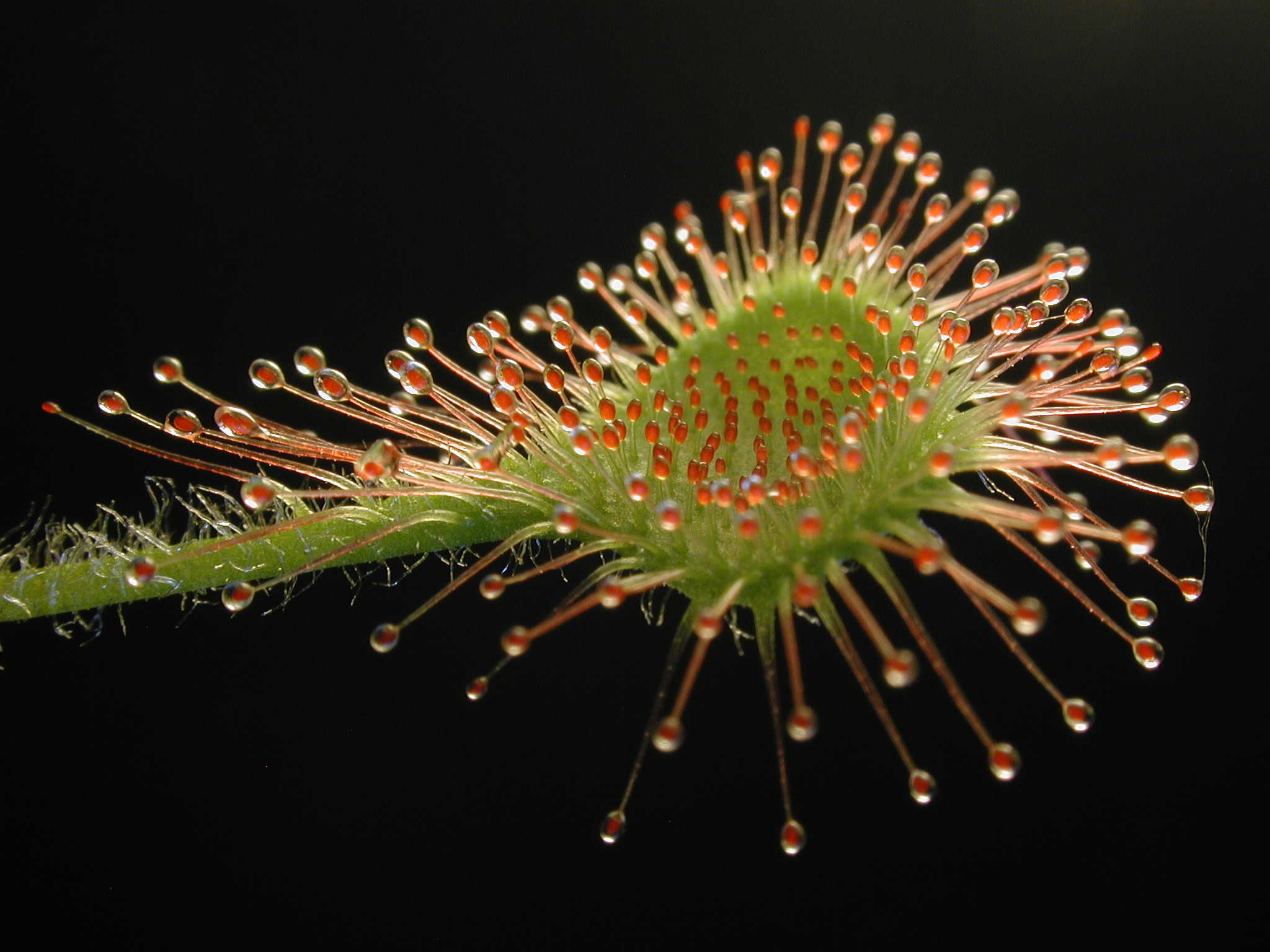
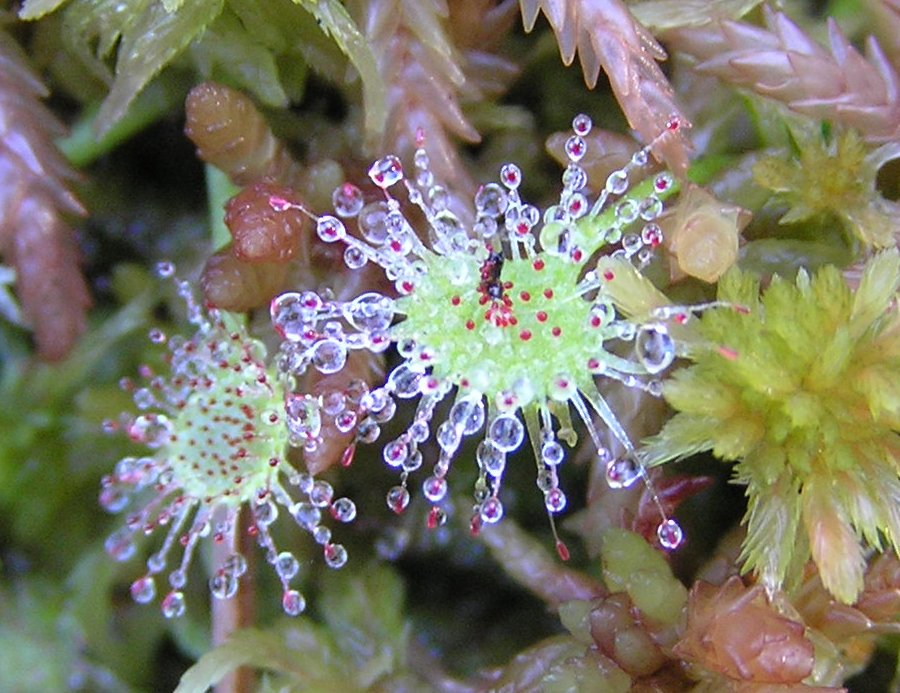
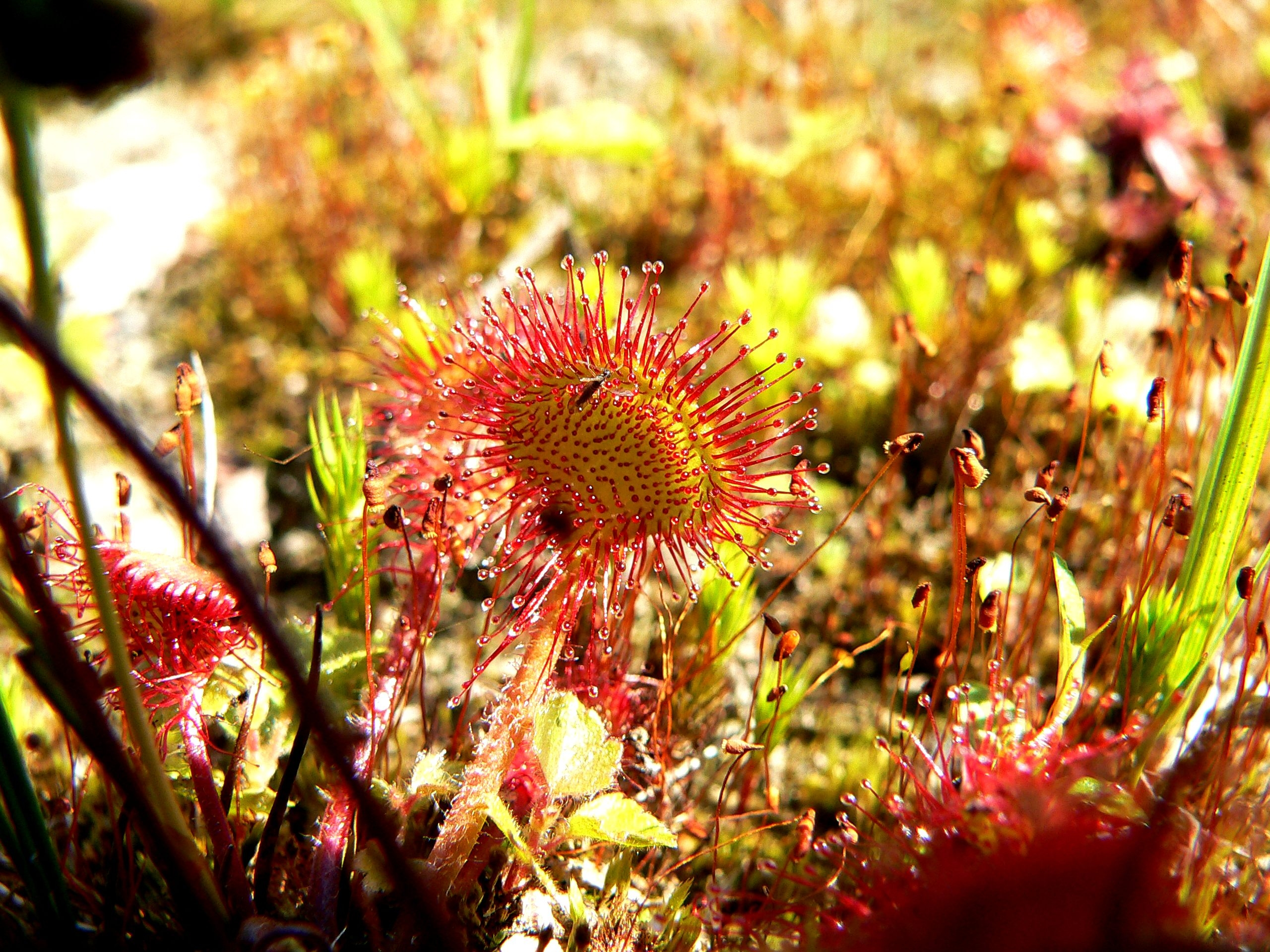
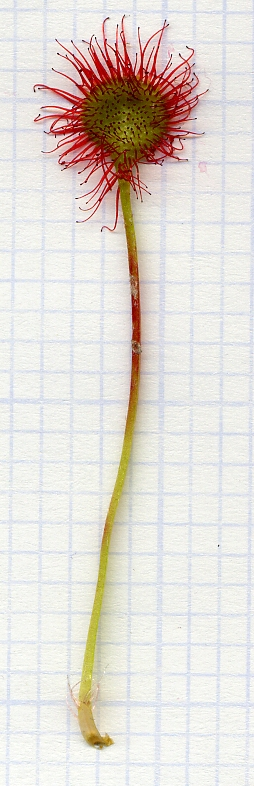

### Flor i visió de la planta en general

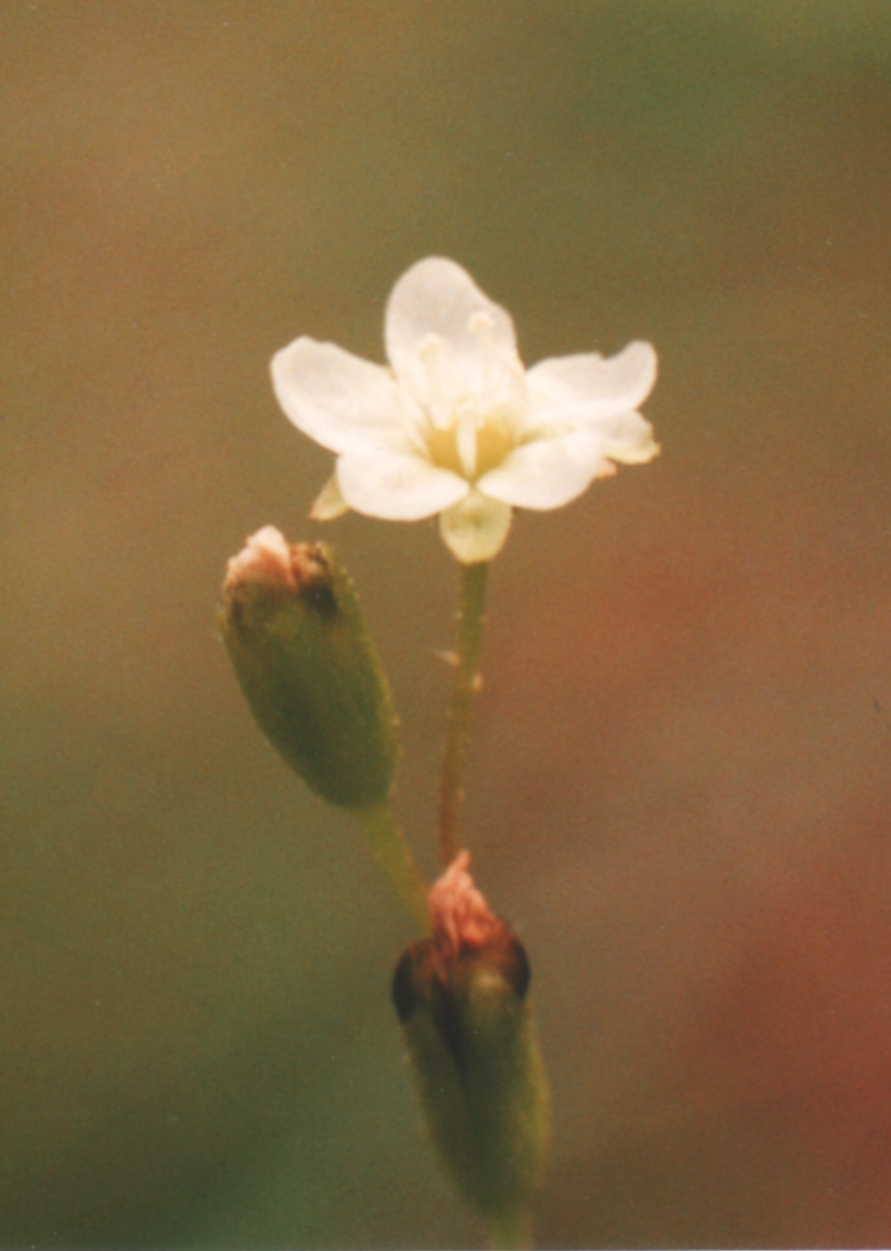
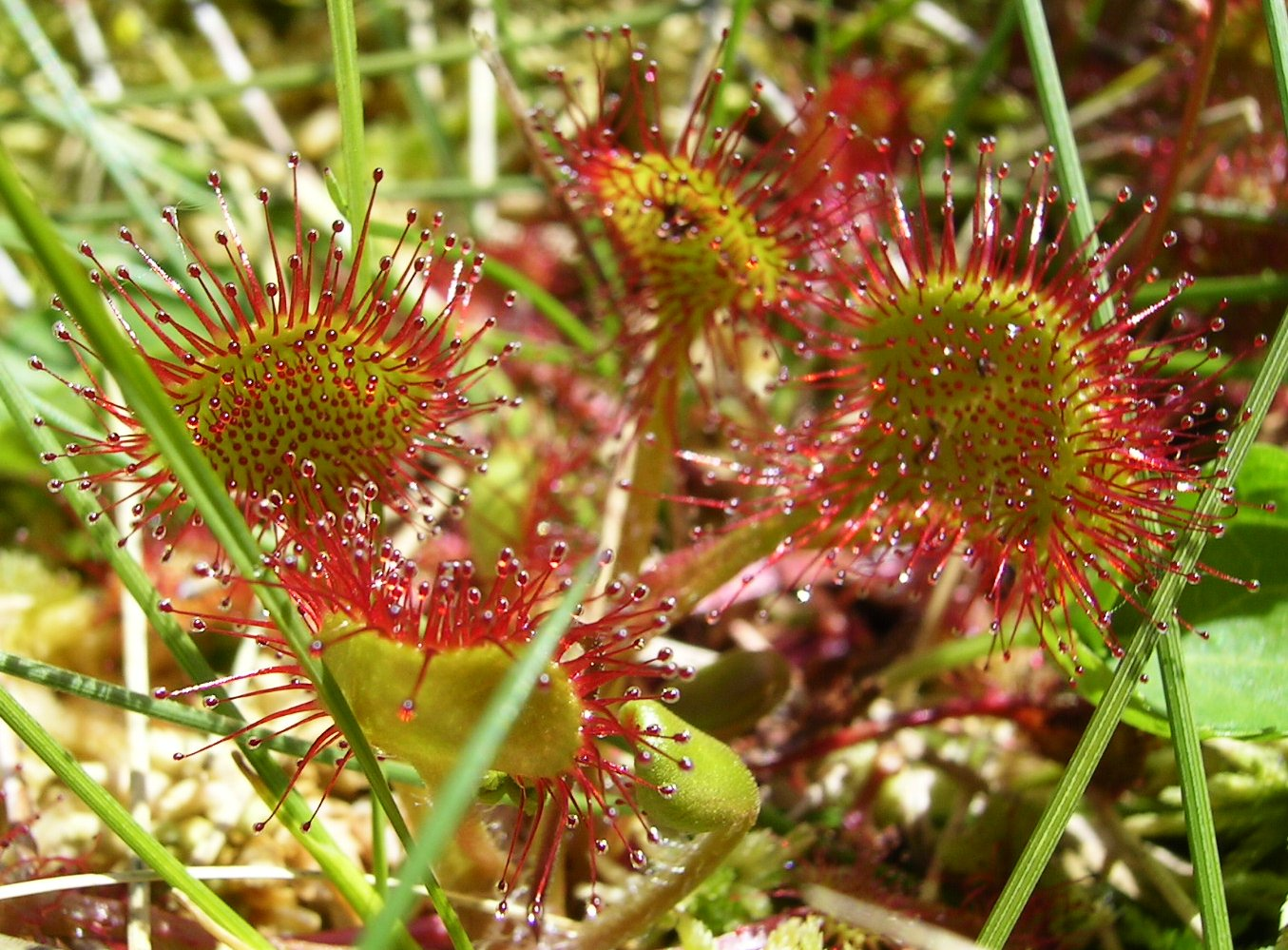

### Llibres
- Alonso, Jorge R. Tratado de Fitofármacos y nutracéuticos (en castellà). 2a edició.  Rosario: Corpus, 2004. ISBN 9789872029234.
- Berdonces, Josep Lluís. Gran enciclopedia de las plantas medicinales: el dioscórides del tercer milenio.  Ed. Tikal. Madrid, 1998. ISBN 843058496X.
- Bolòs, Oriol; Vigo, Josep. Flora dels Països Catalans.  Ed. Barcino. Barcelona, 1984. ISBN 9788472265974.
- Blumenthal, M. The complete German Commission E monographs: therapeutic guide to herbal medicines. (en anglès).  American Botanical Council. Boston, 1998. ISBN 096555550X.
- Bruneton, J. Plantas tóxicas: vegetales peligrosos para el hombre y los animales.  Editorial Acribia. Zaragoza., 2000. ISBN 9788420009353.
- Consejo General de Colegios Oficiales de Farmacéuticos. Catálogo de plantas medicinales. 2009a ed..  CGCOF. Madrid, 2009. ISBN 2910010541388.
- Font i Quer, Pius; Bolòs, Oriol de. Iniciació a la botànica. 2a. edició.  Fontalba, 1979. ISBN 84-85530-08-X.
- Stargrove, Mitchell Bebel; Treasure, Jonathan; McKee, Dwight L. Herb, nutrient and drug interactions: clinical implications and therapeutic strategies.  St. Louis, Missouri: Mosby/Elsevier, 2008. ISBN 9780323029643.
- Vanaclocha, Bernat; Cañigueral, Salvador. Fitoterapia: vademecum de prescripción. 4a ed..  Editorial Masson, Barcelona, 2003. ISBN 9788445812204.